# Adrian Molina
Adrian Molina (Yuba City, 23 de agosto de 1985) es un animador, artista de guiones gráficos, guionista y letrista estadounidense. Ha trabajado en Pixar desde 2007, donde comenzó como animador 2D en Ratatouille. Más tarde pasó a ser un artista de guiones gráficos, trabajando en Toy Story 3 y Monsters University. Después de escribir para The Good Dinosaur, Molina comenzó su primera asignación como guionista para la película Coco  y luego la codirigió. También ilustró el Pequeño Libro Dorado de Toy Story 3.
Originario del norte de California, creció en Grass Valley, CA, y se graduó de Bear River High School en 2003, para posteriormente asistir y graduarse del Instituto de Artes de California en 2007. Es de ascendencia mexicana.

## Filmografía
| Año  | Título              | Director   | Guionista | Artista gráfico | Animador | Compositor de las canciones | Otros | Notas                                                                   |
| ---- | ------------------- | ---------- | --------- | --------------- | -------- | --------------------------- | ----- | ----------------------------------------------------------------------- |
| 2007 | Ratatouille         | No         | No        | No              | Sí       | Sí                          | Sí    | Animador:Títulos finales                                                |
| 2010 | Toy Story 3         | No         | No        | Sí              | No       | No                          | No    |                                                                         |
| 2013 | Monsters University | No         | No        | Sí              | No       | No                          | Sí    | Material de guion adicional Diseñador y director del título de apertura |
| 2015 | The Good Dinosaur   | No         | No        | No              | No       | No                          | Sí    | Material adicional de guion                                             |
| 2017 | Coco                | Codirector | Sí        | No              | No       | Sí                          | Sí    | Voces adicionales                                                       |
| 2019 | Toy Story 4         | No         | No        | No              | No       | No                          | Sí    | Equipo creativo sénior                                                  |
| 2020 | Onward              | No         | No        | No              | No       | No                          | Sí    | Equipo creativo sénior                                                  |
| 2020 | Soul                | No         | No        | No              | No       | No                          | Sí    | Equipo creativo sénior                                                  |
| 2021 | Luca                | No         | No        | No              | No       | No                          | Sí    | Equipo creativo sénior                                                  |
| 2022 | Red                 | No         | No        | No              | No       | No                          | Sí    | Equipo creativo sénior                                                  |
| 2022 | Lightyear           | No         | No        | No              | No       | No                          | Sí    | Equipo creativo sénior                                                  |
| 2023 | Elemental           | No         | No        | No              | No       | No                          | Sí    | Equipo creativo sénior                                                  |
| 2024 | Inside Out 2        | No         | No        | No              | No       | No                          | Sí    | Equipo creativo sénior                                                  |
| 2025 | Elio                | Sí         | Sí        | No              | No       | No                          | Sí    | Equipo creativo sénior                                                  |
| 2029 | Coco 2              | Sí         |           |                 |          |                             |       |                                                                         |